# پرچم اوکراین
پرچم اوکراین، برای اولین بار در ۲۸ ژانویه ۱۹۹۲ (در اصل در ۱۹۱۸) به رسمیت شناخته شد. به‌عنوان پرچم ملی و نشان غیرنظامی و نشان استان شناخته می‌شود و همچنین دارای تناسب ۲:۳ می‌باشد. این پرچم از دو نوار آبی و زرد رنگ افقی تشکیل شده است.

## نگارخانه

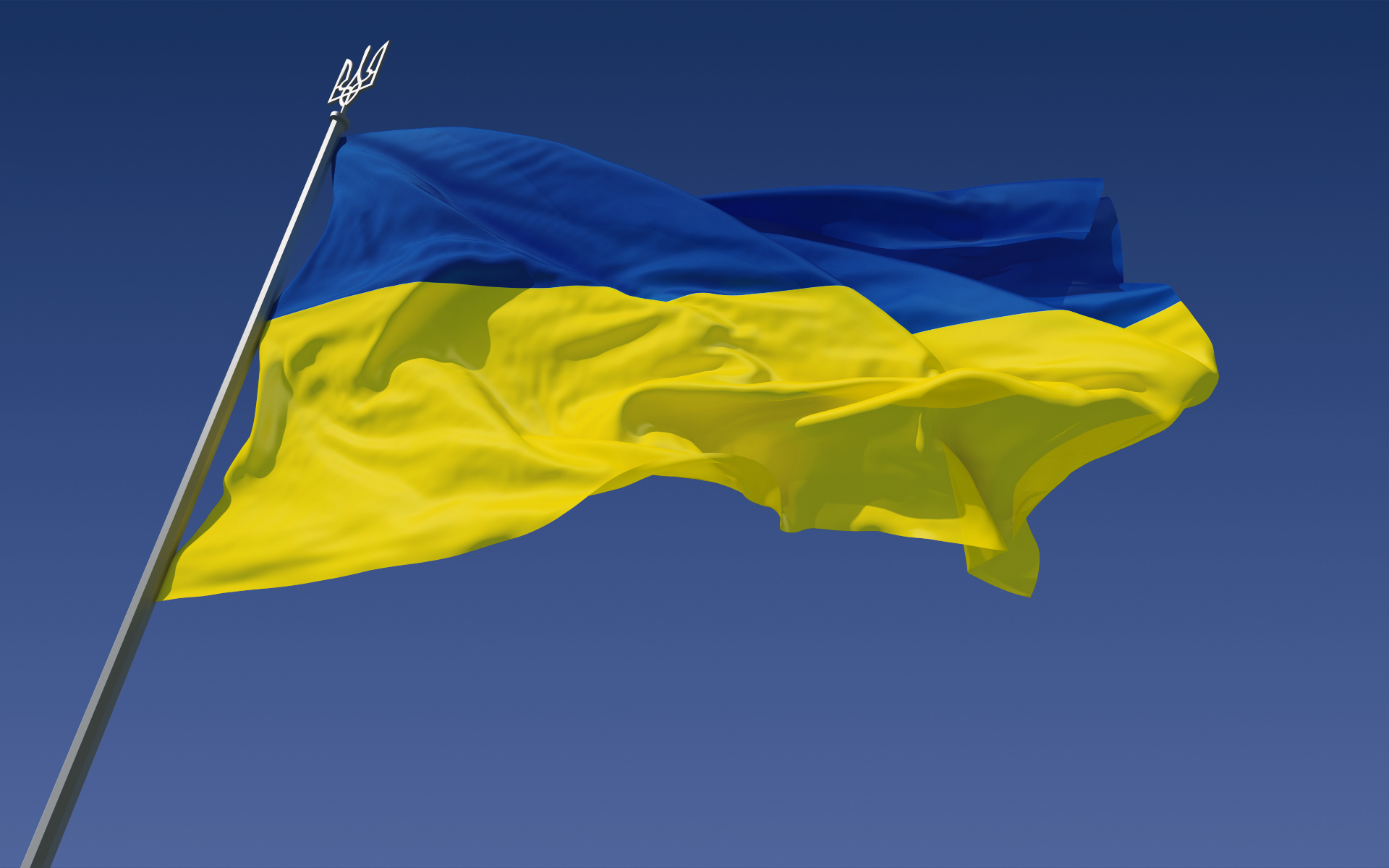
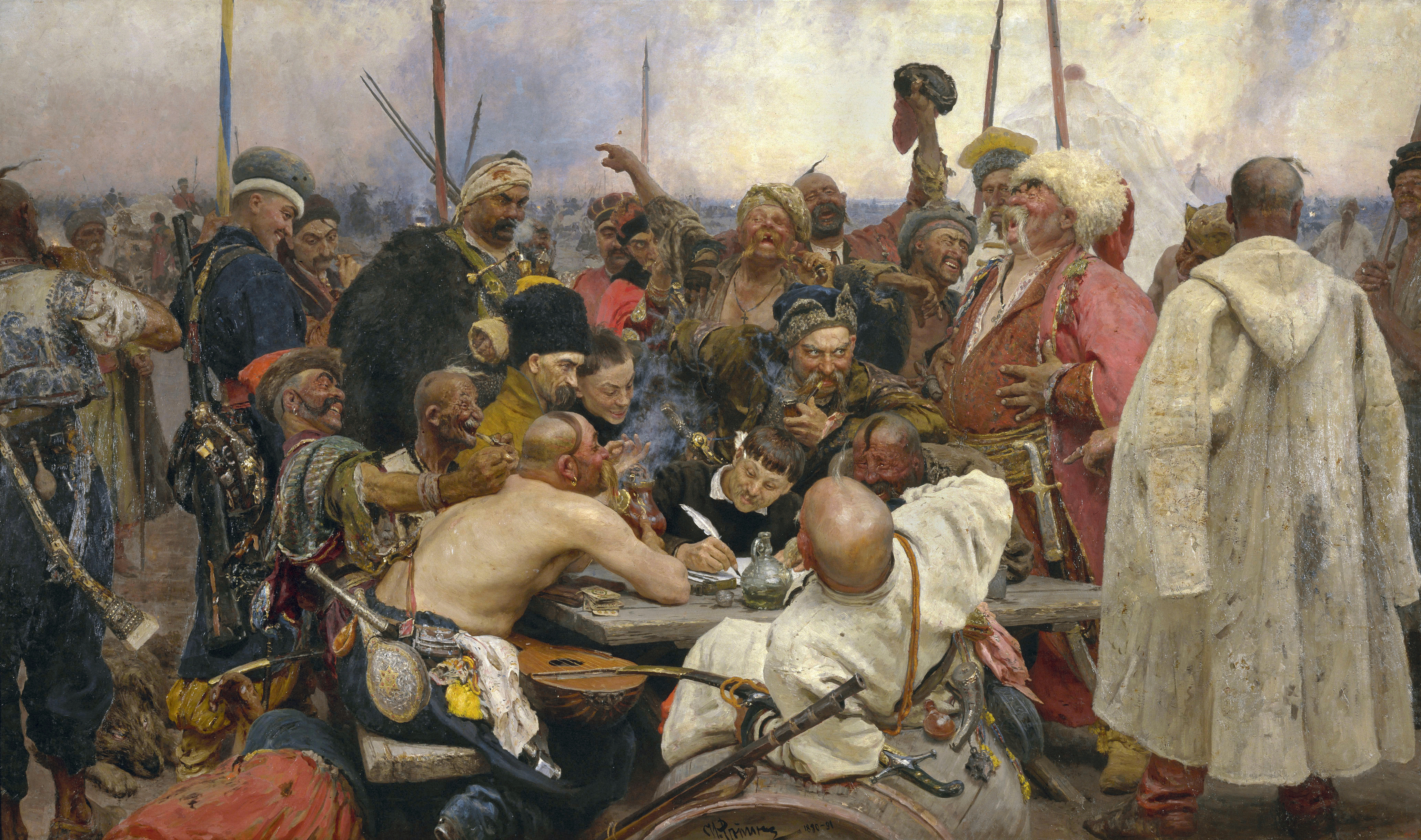
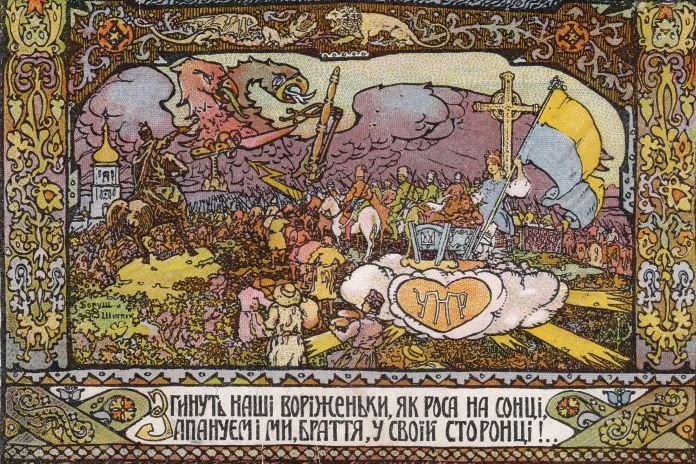
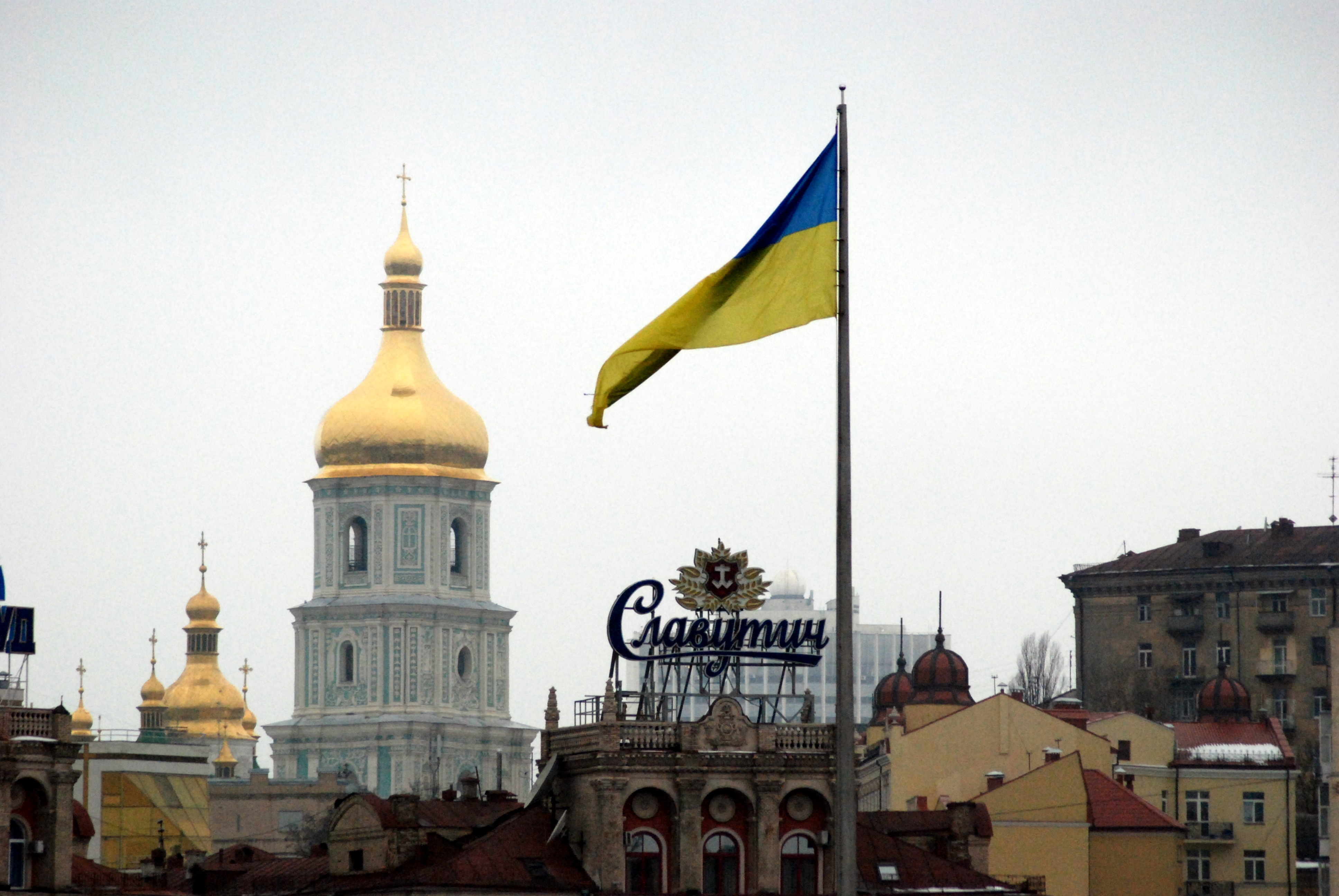
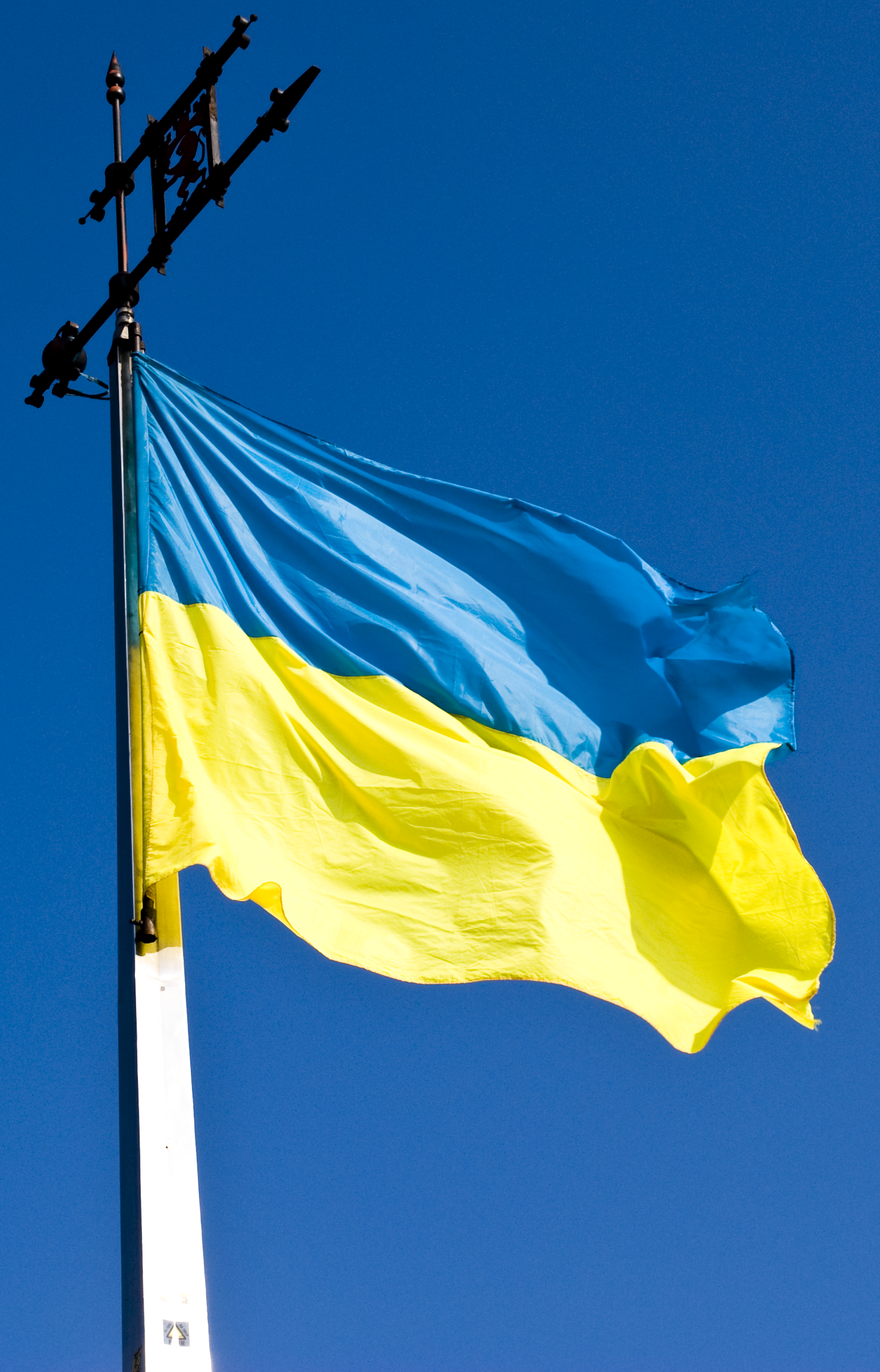